# Kučiće
Kučiće falu Horvátországban Split-Dalmácia megyében. Közigazgatásilag Omišhoz tartozik.

## Fekvése
Splittől légvonalban 30, közúton 37 km-re keletre, községközpontjától légvonalban 9, közúton 12 km-re keletre, a Cetina déli partja feletti kis fennsíkon fekszik. Területét jobbára erdők (tölgy, gyertyán és fenyő) és megművelt területek borítják.

## Története
Kučiće neve valószínűleg a „kuk” főnévből származik, mely mélyen a földbe temetett magányos sziklát jelöl. A régészeti leletek tanúsága alapján itt már a kőkorszakban is éltek emberek. A település központjában a Pločje nevű lelőhelyen a 3. és 4. századból származó római épületek maradványaira bukkantak. A település első írásos említése 1315-ből Šubić II. György kiváltságleveléből származik „Cuchani” alakban. Ugyanebből a korból származik a grebljei temető is, ahol 1993-ban Vedrane Delonga irányítása alatt 23 sírt tártak fel számos kerámiatöredékkel és ékszerrel, melyek közül említést érdemel egy a 13. vagy a 14. századból származó, valamelyik nagyobb tengermelléki város műhelyében készített fülbevaló. A település viszonylag korán került török uralom alá. Egy 1475-77-ből származó kataszteri adóösszeírást tartalmazó török defter 16 adózó háztartásról ír a településen, mely azt jelenti, hogy Kučiće ekkor már török uralom alatt állt. Akkoriban a Cetinától a Neretváig terjedő teljes terület Omiš és Makarska városait kivéve a Hercegovinai szandzsák része volt. Ez az állapot azonban akkor még csak ideiglenes volt, hiszen nem sokkal később a térség még velencei uralom alá tért vissza és csak 1500 körül lett újra az Oszmán Birodalom része. Az 1571-es lepantói tengeri győzelem idején lakói a térség több településével együtt újra lerázták a török igát, de 1573-ban már újra török uralom alatt álltak. 1625-ben Kučiće 110 lelket számlált, plébánosa pedig Andrija Jurković atya volt. A kandiai háború elején 1646-ban ismét rövid időre szabadult fel a település, mely időszak augusztus 14-től november 22-ig tartott. Végleges felszabadulása csak Zadvarje 1684. június 18-án történt felszabadítása után következett be. A mai lakosság ősei nagyrészt ekkor vándoroltak be. 1687-ben Cosmi spliti érsek említi a kučićei plébániát, mely akkor már nem állt török uralom alatt. A velencei uralomnak 1797-ben vége szakadt és osztrák csapatok vonultak be Dalmáciába. 1806-ban az osztrákokat legyőző franciák uralma alá került, de Napóleon lipcsei veresége után 1813-ban újra az osztrákoké lett. A Kučićén átmenő Omiš – Zadvarje utat 1899-ben adták át a forgalomnak. A településnek 1857-ben 443, 1910-ben 903 lakosa volt. 1918-ban az új szerb-horvát-szlovén állam, majd később Jugoszlávia része lett. Az iskola épületét 1936-ban nyitották meg. A háború után a szocialista Jugoszláviához került. 1991 óta a független Horvátországhoz tartozik. Az 1970-es évek óta lakossága a fiatalok elvándorlása miatt folyamatosan csökkent. 2011-ben a településnek 607 lakosa volt.

## Lakosság
| Lakosság változása | Lakosság változása | Lakosság változása | Lakosság változása | Lakosság változása | Lakosság változása | Lakosság változása | Lakosság változása | Lakosság változása | Lakosság változása | Lakosság változása | Lakosság változása | Lakosság változása | Lakosság változása | Lakosság változása | Lakosság változása |
| ------------------ | ------------------ | ------------------ | ------------------ | ------------------ | ------------------ | ------------------ | ------------------ | ------------------ | ------------------ | ------------------ | ------------------ | ------------------ | ------------------ | ------------------ | ------------------ |
| 1857               | 1869               | 1880               | 1890               | 1900               | 1910               | 1921               | 1931               | 1948               | 1953               | 1961               | 1971               | 1981               | 1991               | 2001               | 2011               |
| 443                | 509                | 557                | 684                | 830                | 903                | 905                | 1.017              | 982                | 957                | 928                | 884                | 878                | 944                | 697                | 607                |

## Nevezetességei
- Szent Lukács evangélista tiszteletére szentelt régi római katolikus plébániatemplomát 1600-ban és 1625-ben is említik, ami azt jelenti, hogy a 16. században már biztosan, de talán már előbb is állt. 1750-ben újjáépítették és 1753. július 7-én újra felszentelték. 1883-ban jelentősen bővítették, ami azt jelentette, hogy fele hosszban meghosszabbították és két oldalkápolnát építettek hozzá, melyeket Szűz Mária és Szent Lukács tiszteletére szenteltek. Főoltárnak elülső oldalát az égi bárány domborművű ábrázolása díszíti, felette emelkedik a karcsú barokk márvány szentségtartó. Az oltár mögött az apszis falán a Nagyboldogasszony ábrázolása baljában a kis Jézussal látható néhány szent társaságában. A templom szabályosan faragott kövekből épült. A kapuzat felett kőkereszt a homlokzat közepén nyolcágú rozetta látható. A homlokzat felett áll a harangtorony három harang számára. Az új plébániatemplom felépülése után temetőkápolnának használták.
- A Krisztus Legszentebb Teste és Vére tiszteletére szentelt új római katolikus plébániatemplomát 1964 és 1970 között építették. Felszentelése 1970. július 5-én történt. Harangtornya 20 méter magas, felül piramis formájú toronysisakban végződik, mely alatt óra látható. A templomban található nagyméretű feszület Ante Ušljebrka spliti szobrászművész alkotása.
- A Lourdes-i Szűzanya kápolnája a Tomasović család tulajdonában van. 1909-ben építtette Ante Tomasović, aki Szent Bernadett szobrát is alkotta, míg a Lourdes-i Szűzanya szobra Bilinić spliti szobrászművész alkotása.
- A falu területén két útikápolna is áll. Az elsőt az I. világháború után építtette fogadalomból Ante Topić a helyi iskola elé. Az előtte álló emlékkereszt 1933-ban készült. A másik kápolnát szintén fogadalomból építtette Ivan Ićo Sovulj a Sovulji nevű településrészen és Ante Jurić érsek szentelte fel 1992. június 27-én.
- A település nyugati részén Marunčići és Rabotezi településrészek mellett a cetina szurdoka feletti magaslaton, ott ahol a folyó medre kiszélesedik állnak Kunjak várának maradványai. A várat a Poljicai statutumban 1482-ben említik először. Valószínűleg az illírek építették és stratégiailag fontos fekvése miatt a középkorban is megerősítették. A török veszély közeledtére a 15. század végén Žarko Dražojević poljicai kenéz tovább erősítette és bővítette. A 17. század második felében török valószínűleg lerombolta és azóta jelentőségét elveszítve állapota egyre romlik.

## Oktatás
A település iskolája az omiši "Josip Pupačić" alapiskola kihelyezett területi iskolája. A tanítás 1909 óta folyik a településen. A mai épületet 1936-ban avatták fel.

## Kultúra
- Az "Osvit" kulturális, művészeti és sport egyesületet 1997-ben alapították, ma mintegy ötven tagot számlál. Drámai, folklór, ökológiai és zenei tagozatai működnek. Legjelentősebb része az énekkar, melynek mintegy harminc tagja van.
- A "Lupeži" férfikart 2002-ben alapították. Érdekesség, hogy ekkor a kar minden tagja a Tomasović nevet viselte.
- A településen 1997 óta minden évben augusztus első vasárnapján megrendezik a "Dan Kučićana" fesztivált. Ekkor nagy számban gyűlnek össze a település lakói és az innen elszármazottak. A fesztivál hagyományos része az ökörsütés.
- A helyi plébánia 1994 óta adja ki "Zov rodnih ognjišta" (Hív a családi tűzhely) című folyóiratát, mely évente kétszer jelenik meg dr. Slavko Kovačić szerkesztésében.

## Sport
A településen működik az MNK "Zele"  kispályás labdarúgóklub és a Sokolovi Kučiće motorosklub.

## Fordítás
Ez a szócikk részben vagy egészben  a   Kučiće című horvát Wikipédia-szócikk ezen változatának fordításán alapul.  Az eredeti cikk szerkesztőit annak laptörténete sorolja fel. Ez a jelzés csupán a megfogalmazás eredetét és a szerzői jogokat jelzi, nem szolgál a cikkben szereplő információk forrásmegjelöléseként.